# Calixto García Iñíguez
Calixto García Íñiguez (Holguín, 1839 – Washington, 1898) è stato un patriota cubano.

## Biografia
Combattente contro gli spagnoli di Arsenio Martínez Campos y Antón nel 1868, fu catturato nel 1873 ed imprigionato a Madrid, prima di venire liberato alla fine delle ostilità (1878). Si stabilì a New York e nel 1880 sbarcò a Cuba con un pugno di uomini pronti a tutto pur di ottenere l'indipendenza dell'isola. Arrestato, fu nuovamente imprigionato a Madrid e liberato nel 1895. Nel 1896 reiterò lo sbarco a Cuba, riuscendo a tenere impegnate le truppe spagnole fino alla raggiunta pace (1898). Inviato come ministro plenipotenziario a Washington, morì poco dopo.

## Film
- Messaggio segreto (A Message to Garcia), regia di George Marshall - interpretato da Enrique Acosta (1936)